# 施爾紹夫山
66°51′S 51°37′E / 66.850°S 51.617°E
施爾紹夫山是南極洲的山峰，位於恩德比地，屬於圖拉山脈的一部分，處於塞爾伍德山東北面4.8公里，該山峰在1961至1962年由蘇聯的極地探險隊勘測，以該國極地探險家命名。